# Adolf Dobrjanský
Adolf Ivan Dobrjanský, auch Adolf Dobrzanski Ritter von Sacsurov (russinisch Адолф Добряньскый), (ukrainisch Добрянський Адольф Іванович) (* 18. Dezember 1817 in Rudlevo, Komitat Semplin, heute Slowakei; † 19. März 1901 in Innsbruck) war ein ruthenischer (ukrainisch/russinischer) sozialer und kultureller Aktivist, Autor, Politiker, Statthalter und Kämpfer für eine ruthenische Autonomie in Österreich-Ungarn.

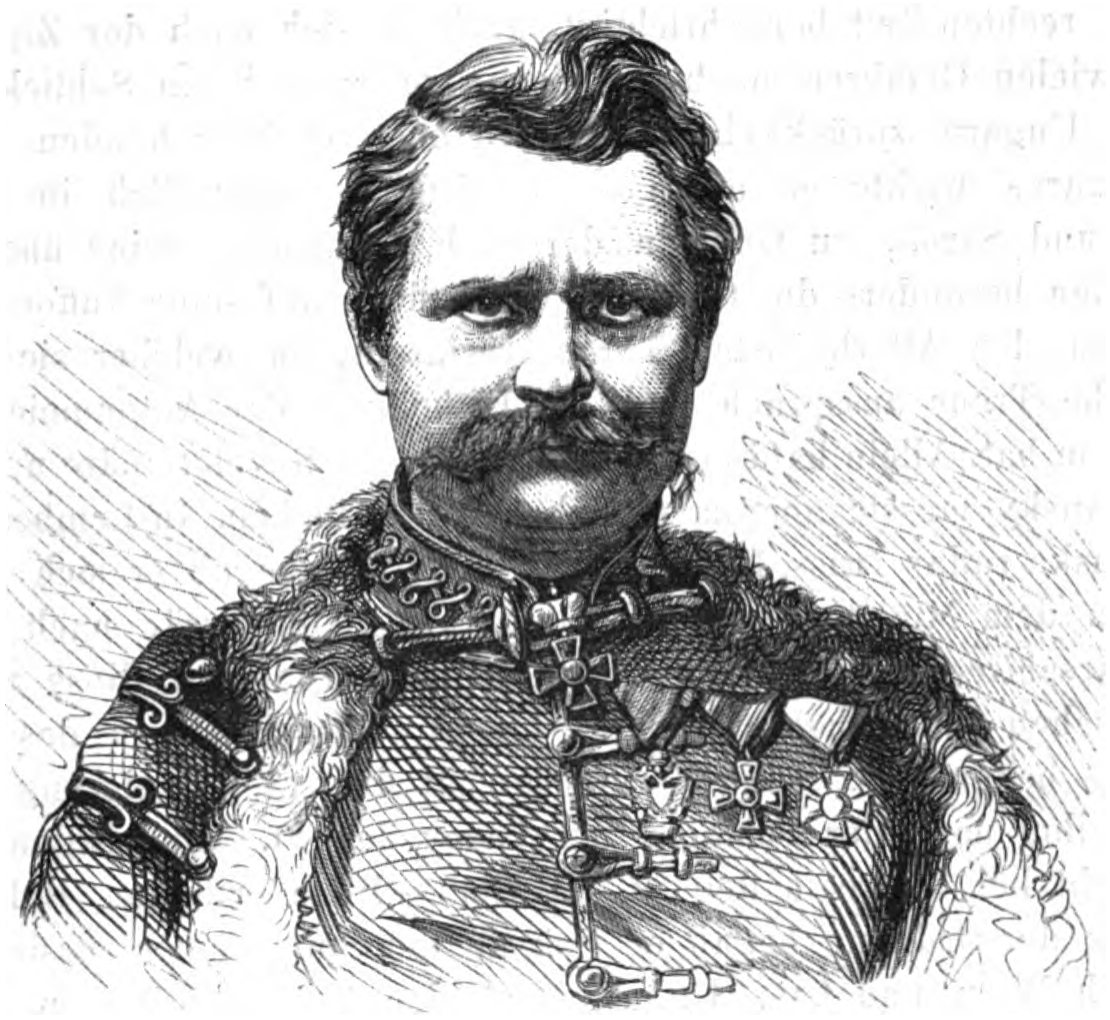
Adolf Ivan Dobrjanský (1865)

## Leben
Dobrjanský war der Sohn des örtlichen griechisch-katholischen Pfarrers. Er absolvierte 1832 die Mittelschule in Leutschau, studierte Philosophie und Rechtswissenschaft in Košice und Eger. Anschließend studierte er Bergbauwesen an der Bergakademie Schemnitz sowie in Wien und arbeitete ab 1847 in böhmischen Kohlerevieren. Dort kam er in Berührung mit der tschechischen Nationalbewegung und kehrte nach dem Prager Pfingstaufstand in seine ruthenische Heimat zurück. 
Er wohnte in der Nähe von Schemnitz und wurde von den dort lebenden Slowaken in den ungarischen Reichstag gewählt. Angesichts von Repressalien der ungarischen Behörden floh er nach Lemberg, wo die ruthenische Hauptversammlung tagte. Diese forderte 1849 die Vereinigung aller Ruthenen Ostgaliziens, der Bukowina und der ruthenischen Komitate Ungarns zu einem österreichischen Kronland.
Dobrjanský war beteiligt an der slowakisch-ruthenischen Petition von Jozef Miloslav Hurban vom 7. Juni 1848, in der die Gleichberechtigung gegenüber den Magyaren und eine Autonomie innerhalb des Königreichs Ungarn gefordert wurde.
Nach Ausbruch der Ungarischen Revolution ging Dobrjanský 1849 als Verbindungsoffizier und kaiserlicher Kommissar der russischen Interventionstruppen zurück nach Ungarn. Anschließend war er kurze Zeit Statthalter der vier ruthenischen Karpatendistrikte Ungarns, als der er vorübergehend einige seiner Forderungen realisieren konnte. Die Ruthenen konnten in Amtsgeschäften ihre Sprache verwenden, auch Aushänge und Beschriftungen gab es in Ukrainisch. Wegen einer schweren Erkrankung war er gezwungen, sein Amt schon nach einigen Monaten zurückzulegen. 1857 erhielt er den Orden der Eisernen Krone, 3. Klasse und wurde vom Kaiser zum Ritter von Sacsurov ernannt, 1863 zum Hofrat.
1862 rief Dobrjanský gemeinsam mit Alexander Duchnovitsch die Gesellschaft des Heiligen Johannes des Täufers ins Leben, zum Zweck der Erziehung der russinischen Jugend zum zukünftigen Wohle und Nutzen der nationalen Bewegung und Wiedergeburt. Als Autor schrieb er zahlreiche Werke über die Geschichte, Ethnographie, Religion und die politischen Verhältnisse der Ruthenen in der Habsburgermonarchie. Er arbeitet stets eng mit der für die Ruthenen identitätsstiftenden Ruthenischen Griechisch-Katholischen Kirche zusammen, deren schrittweise Annäherung und mögliche Wiedervereinigung mit der Ukrainischen Griechisch-Katholischen Kirche Dobrjanský förderte. Er war ein Verfechter des Austroslawismus, der die Autonomie innerhalb der Habsburgermonarchie anstrebte, und kein „Panslawist“, der die Angliederung „Rutheniens“ an Russland anstrebte.
Durch die Verabschiedung des Oktoberdiploms Kaiser Franz Josephs, das eine Entwicklung einleitete, die mit dem Österreichisch-Ungarischen Ausgleich 1867 endete, drohten die bescheidenen Fortschritte der Ruthenen in Verwaltung und Schulwesen zunichtegemacht zu werden. Dobrjanský formulierte in dieser Situation ein ruthenisches Nationalprogramm, das unter anderem die Bildung einer eigenen Woiwodschaft aus den vorwiegend ruthenischen Komitaten forderte. Ein ruthenischer Landtag sollte geschaffen werden, die eigene Bischofswahl und höhere Beamtenposten für Ruthenen waren einige weitere Forderungen. Dobrjanský wurde daraufhin als „Panslawist“ aus dem Budapester Reichstag ausgeschlossen.

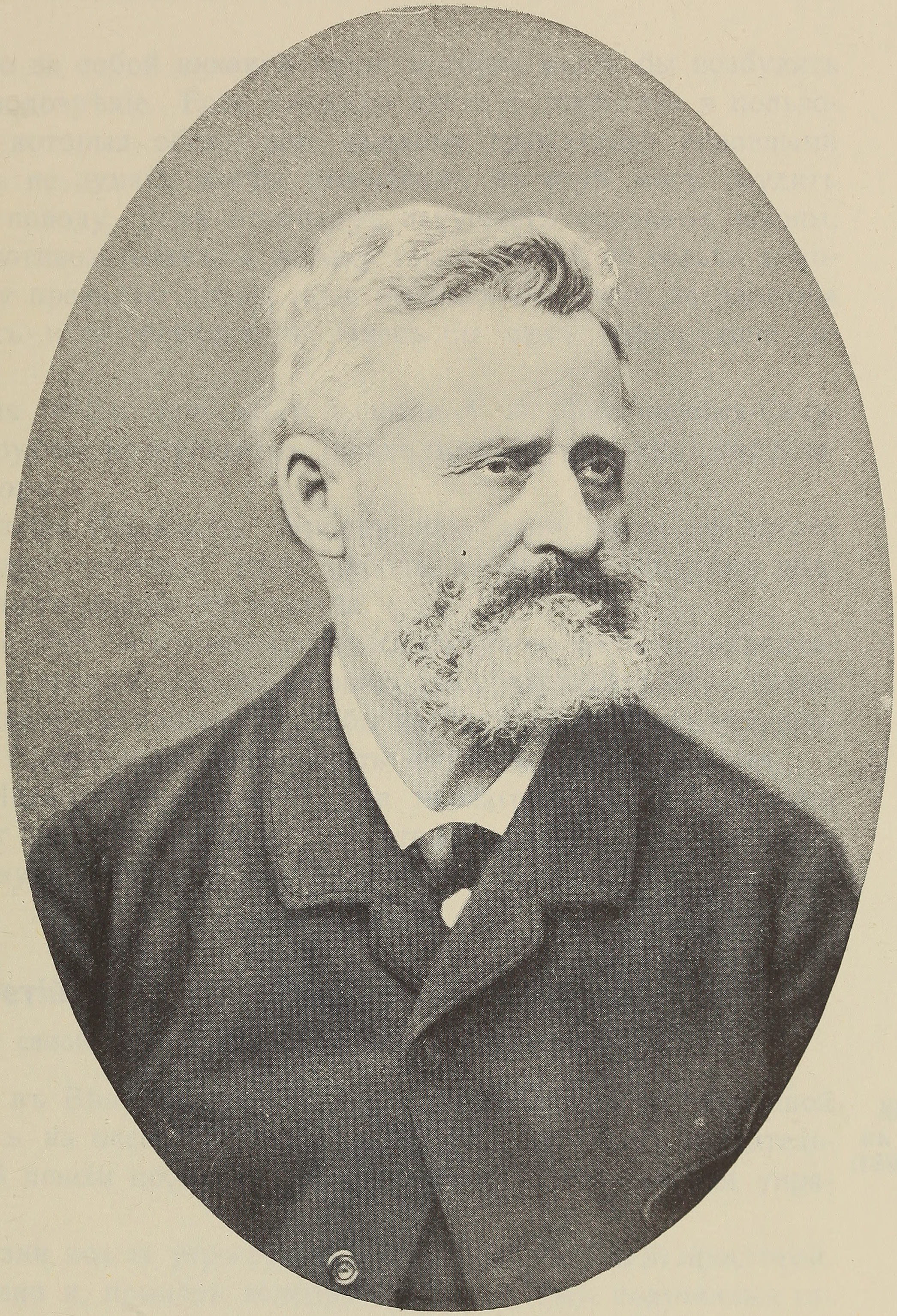
Dobrjanský, Wien 1883

Er zog sich wegen des Drucks aus Budapest 1867 aus dem politischen Tagesgeschäft und dem öffentlichen Dienst auf sein Landgut nach Čertižné, nahe Medzilaborce zurück. Die Memoranden, die er von dort aus an die politisch Verantwortlichen schrieb, änderten nichts an der Lage der Ruthenen. Bei einem gescheiterten Attentat ungarischer Nationalisten auf Adolf Dobrjanský 1871 in Uschhorod wurde sein Sohn Miroslav (* 1849) schwer verletzt.
1875 emigrierte er wegen der Politik der Zwangsmagyarisierung vorübergehend nach Sankt Petersburg, 1881 ging er nach Lemberg, wo er vergeblich versuchte, die Differenzen zwischen „Russophilen“ und „Ukrainophilen“ zu reduzieren. 1882 wurden er, sein Sohn Miroslav, seine Tochter Olga Grabar und andere, darunter einfache Bauern aus Hniliczek, in einem Hochverratsprozess in Lemberg („Affäre Hniliczek“) angeklagt. Der Vorwurf war, eine sezessionistische Abspaltung der ruthenischen Gebiete Österreich-Ungarns an Russland zu planen. Die Verhandlung endete aber mit einem Freispruch für Dobrjanský und seine Familie. Durch den Prozess hatten polnische Politiker, die Galizien beherrschten, vergeblich versucht, den Zentralbehörden in Wien die politische Unzuverlässigkeit der Ruthenen, ihren angeblichen Panslawismus als „Agenten Moskaus“, nachzuweisen. Der Statthalter von Galizien Alfred Józef Potocki und der Erzbischof von Lemberg Josyf Sembratowicz mussten daraufhin zurücktreten.
Anschließend lebte Dobrjanský in Wien und Innsbruck, da ihm der Aufenthalt in Gebieten mit slawischer Mehrheit von den Verwaltungsbehörden verboten worden war. Dobrjanskýs denkmalgeschütztes Grabmal befindet sich am Friedhof von Čertižné. Seine Tochter emigrierte mit ihrer Familie nach Ismajil in Russland.